# Joaquín Oliva
Joaquín Oliva Gomá (Guisona, Lérida, España, 11 de noviembre de 1926) es un exfutbolista español que se desempeñaba como defensa.

## Clubes
| Club                 | País   | Año       |
| -------------------- | ------ | --------- |
| C. E. Sabadell F. C. | España | 1947-1949 |
| R. C. D. Español     | España | 1949-1950 |
| Real Madrid C. F.    | España | 1950-1957 |
| Real Jaén C. F.      | España | 1957-1958 |